# Sart-Kalmici
Sart-Kalmici su jedna od etničkih podgrupa Ojrata, koji žive u Kirgistanu u Isjakulskoj provinciji. Procenjena veličina populacije je oko 12.000. Oni su potomci džungarskih plemena, koja su se prebacila na teritoriju Ruskog Carstva posle neuspešnog Dunganškog ustanka, iz oblasti (severozapadni Sinkjang) koju je jedan deo (džungarskih) plemena naseljavao u vreme postojanja Džungarskog Kanata.
Govorili su ojratskim dijalektom mongolskog jezika, ali su danas potpuno prešli na Kirgiski jezik. Kao rezultat zajedničkog života sa Kirgizima, došlo je do neminovne asimilacije u kirgiski kulturni etnos, i danas ih Kirgizi smatraju svojim plemenom. Većina današnjih Sart-Kalmika se izjašnjava Kirgizima. Oni su muslimanske veroispovesti.

## Istorija
Kalmici Kirgistana su jedna od izolovanih etničkih podgrupa Ojrata iz Isjakulske provincije, istočnog dela Kirgistana. Godine 1999. se na kirgistanskom popisu izjasnilo 5.824 ljudi kao Kalmici, što je oko 5% svetske populacije. Na popisu 2009. godine je bilo samo 3.800 Kalmika u Kirgistanu.
Kalmici su jedni od mongolskih naroda koji govore ojratskim jezikom. U 17. veku deo Orjata se prebacio na teritoriju Evrope i naselio na teritoriju današnje republike Kalmikije. Male grupe Kalmika i drugih mongolskih naroda su živele u provinciji Sinkjang izolovano od glavnine Mongola sve do Dunganškog ustanka. Posle neuspelog ustanka 1881. godine i nakon što je Rusija vratila Kini Ili oblast više od 10.000 Ujgura, 5.000 Dungana i više ojratskih porodica preselilo se u Rusko carstvo na teritoriju današnjih država Kazahstan i Kirgistan.

## Premeštanje
Od 19. veka Sart-Kalmici naseljavaju oblast Isjakulske provincije, gde živi oko 91,2% Kalmika Kirgistana – pre svega u gradu Karakol Ak-Sujskog regiona. Tokom poslednjih decenija su se neki preselili u Čujsku oblast i grad Biškek u potrazi za boljim životom. Sve ukupno, Sart-Kalmici čine 1,5% populacije te oblasti i 0,1% ukupne populacije Kirgistana. Oni se tradicionalno bave uzgojem krupne stoke.

## Bibliografija
- Ferghana Valley: The Heart of Central Asia
- James Stuart Olson. An Ethnohistorical Dictionary of the Russian and Soviet Empires, 1994
- S. K. Khoyt. The latest figures about localization and population of the Oirat people. //Ethnogenesis and ethnic culture problems of the Turko-Mongolic nations. 2nd Edition. Elista, 2008. p. 184-195 (Russian)

## Spoljašnje veze
- President of Mongolia Received the Kalmyk Citizens of the Kyrgyz, 2012-04-08
- Demographic tendencies, formation of the nations and interethnic relations in Kyrgyzstan (Russian)
- Kalmyks of Kyrgyzstan. Bumbin Orn Information Agency (Russian) Архивирано на веб-сајту  (12. новембар 2013)